# Senkivske, Verhovîna
Senkivske (în ucraineană Сеньківське) este un sat în comuna Iablunîțea din raionul Verhovîna, regiunea Ivano-Frankivsk, Ucraina.

## Demografie
Componența lingvistică a localității Senkivske
     Ucraineană (100%)
Conform recensământului din 2001, toată populația localității Senkivske era vorbitoare de ucraineană (100%).